# Mark Hutchison

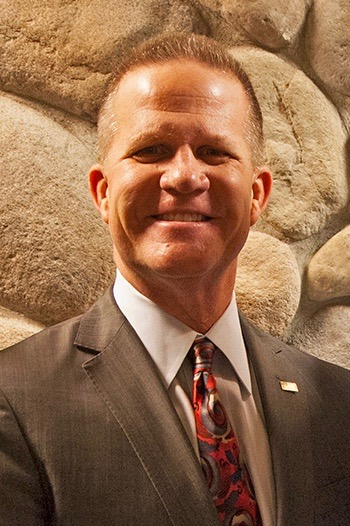
Mark Hutchison (2015)

Mark Alan Hutchison (* 5. Mai 1963 in Las Vegas, Nevada) ist ein US-amerikanischer Politiker. Von Januar 2015 bis Januar 2019 war er Vizegouverneur des Bundesstaates Nevada.

## Werdegang
Mark Hutchison absolvierte die Bonanza High School in Las Vegas und studierte danach bis 1987 an der University of Nevada, ebenfalls in Las Vegas. Nach einem anschließenden Jurastudium an der Brigham Young University und seiner Zulassung als Rechtsanwalt begann er in einer großen Kanzlei in diesem Beruf zu arbeiten. Später gründete er eine eigene Kanzlei. Politisch schloss er sich der Republikanischen Partei an. Zwischen Februar 2013 und Dezember 2014 saß er im Senat von Nevada, wo er dem Justizausschuss und dem Ausschuss für Handel, Arbeit und Energie angehörte.
Im Jahr 2014 wurde Hutchison an der Seite von Brian Sandoval mit 59 Prozent der Stimmen zum Vizegouverneur von Nevada gewählt. Seine Gegenkandidatin war die Demokratin Lucy Flores. Dieses Amt bekleidete er vom 5. Januar 2015 bis 7. Januar 2019. Dabei war er Stellvertreter des Gouverneurs und Vorsitzender des Staatssenats.